# 双线紫蛤
双线紫蛤（学名：Sanguinolaria diphos），是帘蛤目紫云蛤科西施舌属的一种。主要分布于南海、台湾、马来西亚、菲律宾、日本以及中国大陆（浙江、广东、海南等地），常生活在半淡咸水的砂泥底中，一般潜入水中大约30（12英寸），从岸边潮间带至20（66英尺）深的浅海底均可发现，该物种的模式产地在马六甲。